# Adalwin
Adalwin – imię męskie pochodzenia germańskiego. Stanowi złożenie starowysokoniemieckiego adal („szlachetny, pochodzący ze szlachetnego rodu”) i wini („przyjaciel”). Oznacza „szlachetny, wysoko urodzony przyjaciel”. Jego skróconą formą jest Alwin.
Żeński odpowiednik: Adalwina
Adalwin imieniny obchodzi 26 maja.